# Campo Chico, Veracruz
Campo Chico är en ort i Mexiko.   Den ligger i kommunen Ixtaczoquitlán och delstaten Veracruz, i den sydöstra delen av landet, 230 km öster om huvudstaden Mexico City. Campo Chico ligger 817 meter över havet och antalet invånare är 1 786.
Terrängen runt Campo Chico är huvudsakligen kuperad, men söderut är den bergig. Campo Chico ligger nere i en dal. Runt Campo Chico är det ganska tätbefolkat, med 100 invånare per kvadratkilometer. Närmaste större samhälle är Córdoba, 12,0 km öster om Campo Chico. I omgivningarna runt Campo Chico växer i huvudsak städsegrön lövskog.